# Micomiseng
Mikomiseng es una localidad de Guinea Ecuatorial, situada al norte de la parte continental, junto a la frontera con Camerún.

## Geografía
Esta localidad se encuentra a 96 km de Ebibeyin y a 61 km de Niefang.

## Otros datos
La población vive de la explotación del café y del cacao.
Hay una leprosería instalada en la periferia. Según el periódico español El País, bajo la dictadura de Franco se cometieron todo tipo de atrocidades en ella y se produjo una rebelión de los internos en 1946. El tratamiento de la lepra se hacía con Dapsona, un antibiótico eficaz contra esa enfermedad y contra la malaria, y que también protegía a los sanos de contagiarse de ella, con lo que se consiguió que la lepra desapareciese de Guinea Ecuatorial.